# Халки (гимнастика)
Вижте пояснителната страница за други значения на Халки.
Халките са уред и състезателна дисциплина в спортната гимнастика. Те са характерни само за мъжете, защото се изисква изключителна сила в горната част на тялото. Самите халки са кръгли и изработени от материал, който не се деформира. Вътрешният им диаметър е 18 сантиметра. Намират се на височина 2,75 метра над земята, а разстоянието между тях при равновесно състояние е 50 сантиметра. Те се окачват на метална рамка и висят свободно от нея.
Най-добрият български състезател на халки е Йордан Йовчев, световен и европейски шампион, носител на 4 олимпийски медала, който участва в рекорден брой летни олимпиади – 6.